# Mantan Moreland
Mantan Moreland (3 de septiembre de 1902 – 28 de septiembre de 1973) fue un actor y comediante de nacionalidad estadounidense, popular principalmente en las décadas de 1930 y 1940.

## Biografía
Nacido en Monroe (Luisiana), Moreland empezó a actuar siendo un adolescente. A finales de la década de 1920 se ganaba la vida en el vodevil, en espectáculos diversos y en revistas, actuando también en el circuito de Broadway y viajando en gira por Europa. Inicialmente trabajó en películas de bajo presupuesto, las "race movies", destinadas al público afroamericano pero, al destacar por su talento cómico, consiguió papeles en producciones de mayor importancia. 
Así, Monogram Pictures contrató a Moreland para actuar junto a Frankie Darro en las populares películas de acción del estudio. Moreland se hizo con rapidez uno de los actores de reparto favoritos de Hollywood, siendo quizás más conocido por su papel del chofer Birmingham Brown en la serie cinematográfica que Monogram rodó sobre Charlie Chan. En  la cima de su carrera, Moreland recibía ofertas de trabajo de manera continua procedentes de los principales estudios cinematográficos, al igual que de productoras independientes con comedias de bajo presupuesto y de reparto afroamericano.
Moreland también viajó por el país actuando como artista de vodevil. En sus actuaciones le acompañaba Ben Carter, haciendo entre los dos números cómicos en los cuales utilizaban "frases incompletas". Estos números pueden verse en dos filmes de Charlie Chan, The Scarlet Clue y Dark Alibi.
A Moreland le ofrecían menos papeles en la década de 1950, cuando los cineastas empezaron a reconsiderar el tipo de papeles a interpretar por los actores negros. En esa época se consideró durante un breve tiempo la posibilidad de que Moreland participara en los filmes de Los tres chiflados, pues Shemp Howard había fallecido en 1955. Moreland volvió a actuar en el teatro y trabajó en 1955 en dos filmes de reparto afroamericano, sustituyendo Nipsey Russell a Ben Carter en sus números cómicos.
El último papel de Moreland tuvo lugar en el film de humor negro y horror de 1968 Spider Baby, rodado según el modelo de los thrillers de Universal Studios de la década de 1940. Tras sufrir un ictus a principios de los años sesenta, Moreland hizo unos pocos papeles breves de humor en compañía de actores como Bill Cosby, Moms Mabley y Carl Reiner. 
Mantan Moreland falleció a causa de una hemorragia cerebral en 1973 en Hollywood, California. Fue enterrado en el Cementerio Pierce Brothers Valhalla Memorial Park de Los Ángeles.

## Selección de su filmografía
- That's the Spirit (1933)
- The Green Pastures (1936)
- Harlem on the Prairie (1937)
- Two-Gun Man from Harlem (1938)
- One Dark Night (1939)
- Chasing Trouble (1940)
- Up in the Air (1940)
- You're Out of Luck (1941)
- Lady from Louisiana (1941)
- King of the Zombies (1941)
- Let's Go Collegiate (1941)
- The Gang's All Here (1941)
- Lucky Ghost (1942)
- Treat 'Em Rough (1942)
- Eyes in the Night (1942)
- Freckles Comes Home (1942)
- Footlight Serenade (1942)
- Girl Trouble (1942)
- Law of the Jungle (1942)
- Tarzan's New York Adventure (1942)
- Cabin in the Sky (1943)
- Swing Fever (1943)
- It Comes Up Love (1943)
- We've Never Been Licked (1943)
- Revenge of the Zombies (1943)
- Cosmo Jones, Crime Smasher (1943)
- Charlie Chan in the Secret Service (1944)
- Mystery of the River Boat (1944, serial)
- Bowery to Broadway (1944)
- The Chinese Cat (1944)
- Chip Off the Old Block (1944)
- This Is the Life (1944)
- Black Magic (1944)
- The Spider (1945)
- Captain Tugboat Annie (1945)
- The Scarlet Clue (1945)
- The Jade Mask (1945)
- The Shanghai Cobra (1945)
- Mantan Messes Up (1946)
- The Trap (1946)
- Tall, Tan, and Terrific (1946)
- Dark Alibi (1946)
- Shadows Over Chinatown (1946)
- Ebony Parade (1947)
- The Chinese Ring (1947)
- Shanghai Chest (1948)
- The Golden Eye (1948)
- Docks of New Orleans (1948)
- The Feathered Serpent (1948)
- Sky Dragon (1949)
- Rock 'n' Roll Revue (1955)
- Basin Street Revue (1956)
- The Patsy (1964)
- Álvarez Kelly (1966)
- Enter Laughing (1967)
- Spider Baby (1968)
- Watermelon Man (1970)
- The Biscuit Eater (1972)
- The Young Nurses (1973)

| Televisión | Televisión            | Televisión      | Televisión    |
| Año        | Título                | Papel           | Observaciones |
| ---------- | --------------------- | --------------- | ------------- |
| 1957       | Hallmark Hall of Fame |                 | 1 episodio    |
| 1969       | Julia                 | Henry James     | 1 episodio    |
| 1970       | The Bill Cosby Show   | Tío Dewey       | 1 episodio    |
| 1970       | Adam-12               | Philip Richards | 1 episodio    |

## Actuaciones teatrales
- Blackbirds (1928)
- Lew Leslie's Blackbirds of 1930 (1930)
- Singin' the Blues (1931)
- Blackberries of 1932 (1932)
- Yeah-Man (1932)
- Shuffle Along of 1933 (1933)
- Waiting for Godot (1957)

## Grabaciones
- That Ain't My Finger (Laff)
- Elsie's Sportin' House (Laff)
- Tribute to the Man (Laff)